# أندرو بيترسن
أندرو بيترسن (بالإنجليزية: Andrew Petersen) هو سياسي أمريكي، ولد في 10 مارس 1870 في الدنمارك، وتوفي في 28 سبتمبر 1952 في الولايات المتحدة. حزبياً، نشط في الحزب الجمهوري. وقد انتخب عضو مجلس النواب الأمريكي.